# Marketing expérientiel
Le marketing expérientiel est un concept commercial de théâtralisation d'un lieu de vente ou de service qui implique l'usager dans une mise en scène de la marque et de ses produits ou services. Cette implication du client a pour but de générer en lui des émotions de bien-être, qui sont censées faciliter la création d'une relation particulière entre la marque et lui. 
Elle rejoint la communication événementielle dans son but, et le marketing sensoriel dans son approche.
Le marketing expérientiel cherche à créer un univers en sollicitant les cinq sens du consommateur (notion d'expérience client), le but étant de lui faire vivre un moment unique, « il vise à différencier une offre en l'associant à un environnement ou à une sensation». Il a pour conséquence de plonger le consommateur dans l'hyperréalité.

## Les différences entre le marketing traditionnel et expérientiel
Le marketing traditionnel est focalisé sur les attributs du produit et les bénéfices qu'en tire le consommateur. La concurrence s'exerce surtout à l'intérieur de catégories de produits étroitement définies. Dans ce type de marketing, le client est censé prendre une décision rationnelle : il traite le problème de manière analytique et s'engage dans une série d'actions pensées et raisonnées.
Dans le cas du marketing expérientiel, la relation au produit est appréhendée en termes d'activité de consommation. Ici, l'émotionnel prime sur le fonctionnel. L'expérience proposée doit être significative, mémorable sinon extraordinaire : les cinq sens et l'émotion doivent être fortement sollicités dans une interaction entre le client et l'environnement (les produits, mais aussi les vendeurs, les lieux et différents éléments de décors ou d'ameublement).
Il ne s'agit donc plus ici d'avancer des caractéristiques techniques, mais des sensations vantées, qui seraient inconsciemment associées à une marque, un produit. On ne vend plus le produit, mais ce qu'il représente en termes d'appartenance sociale.
Le premier chercheur à avoir développé le concept de marketing expérientiel dans la littérature marketing en langue française est Patrick Hetzel en 2002 dans son ouvrage Planète Conso: marketing expérientiel et nouveaux univers de consommation. Il y développe des concepts fondateurs de ce courant du marketing, notamment sa roue expérientielle qui est souvent reprise dans les travaux qui ont suivi[réf. nécessaire].

## Les principes du marketing expérientiel
Les professionnels du marketing ont tendance à penser que l'acte de consommer perd de son intérêt avec le temps pour les consommateurs, qui seraient donc de plus en plus exigeants face à l'offre. Le marketing expérientiel apparaît dans ce contexte, puisqu'il apporte une nouvelle dimension à la consommation, il s’installe dans la continuité de l’adaptation de l’offre aux besoins et désirs du client. Selon Alain Decrop, le nouveau consommateur aurait pour caractéristiques d'être hédoniste, narcissique, infidèle à la marque et en quête de supports identitaires.
C'est également une arme concurrentielle : les marques ont besoin de se différencier et doivent aujourd'hui anticiper à la fois les besoins changeant des consommateurs mais également les mouvements des concurrents.
Le marketing expérientiel s'apporte par trois aspects : la mise en scène et l'appel aux sens, l'expérimentation et la transformation de la relation vendeur-client.

### La dramatisation de l'espace
Le lieu de vente ou de service est mis en scène pour refléter les valeurs qu'il veut véhiculer. Il y a une multiplication des signaux sensoriels (décors, mais aussi odeurs, ambiance sonore...) institué afin que le consommateur qui les reçoit et les interprète avec sa propre sensibilité. On parle d’expérience sensible de consommation,. La présentation technique et publicitaire du produit n'est plus le but recherché, le lieu doit plutôt présenter une ambiance correspondant à l'image à laquelle on veut associer le produit.
Le but recherché et affiché est de procurer une sensation de bien-être pour le visiteur. C'est une rupture paradigmatique contradictoire à la vision classique de la consommation, où le consommateur achète en présence d’une multitude d’informations qu’il trie de façon logique et cohérente afin de faire un choix objectif. Dans le marketing expérientiel, le consommateur va diminuer cet aspect logique pour favoriser un aspect subjectif, une recherche purement hédoniste d’identité propre, correspondant à l'image renvoyée par la marque ou le produit.

### L'appel à l'expérimentation
Les lieux sont aménagés pour qu'on y passe du temps, notamment grâce à des salons, espaces de dégustation, déambulatoires (par exemple, des parcours obligatoires entre l'entrée et la sortie), etc. Le client ne vient plus forcément pour acheter, ni même pour se renseigner, mais pour vivre une expérience particulière et sensible.
Les produits sont librement disponible, et on peut les utiliser à loisir, mais il y a aussi parfois des éléments qui ne sont pas à vendre (tels des jeux, des éléments à voir, à toucher, à gouter...) mais qui correspondent au positionnement et à l'image que la marque ou le produit souhaite véhiculer.
Le marketing expérientiel induit une forte implication du consommateur,.

### Les contacts personnalisés
L'objectif étant que la relation vendeur-client s'efface pour laisser place à une expérience de consommation où l'usager se rapprocherait plus d’un expérimentateur, et le marchand d'un conseiller.

## L’expérience de la consommation
Selon les sociologues l’expérience de consommation biaiserait la vision du consommateur en se focalisant principalement sur le contexte social dans lequel l’individu se situe par rapport au marché. Ainsi il ne percevrait que ce qu’il aurait envie de percevoir sans bénéficier d’une vision objective de l’expérience en elle-même.
Le marketing de l’expérience ne se concentre pas uniquement sur le moment de l’acte d’achat, l’expérience a aussi lieu avant et après l’acte d’achat, et aussi en dehors du lieu de vente. Il y a à la fois l'envie, l'imagination de l'expérience avant qu'elle ait lieu ; et aussi l'expérience telle qu'elle est vécue après l'achat, où le client essaie de se réapproprier les sensations ressenties en point de vente.
Nombreux sont les spécialistes à dénoncer les diverses formes de marketing expérientiels qui dérivent de leur fonction d’origine pour pousser à des achats inutiles et compulsifs.

### La théorie de l'immersion
L'immersion est l'appropriation d'une expérience grâce à des étapes, des repères. Le visiteur doit toujours se sentir maître de lui-même, il s'agit de le laisser libre, et d'attirer son attention, sa curiosité : il s'agit de le pousser à explorer l'environnement crée pour lui. De fait, il va de lui-même vers les différents produits.

### La théorie de l'appropriation
Le concept d'appropriation est une notion issue des sciences sociales. Ces ressorts, tenants et aboutissants ont successivement été étudiés en psychologie, sociologie et marketing.
Ce concept englobe deux aspects :
- Une dimension praxéologique : L'appropriation se construit par l'action du consommateur, par son implication tant physique que psychologique. Il apprécie l'expérience de consommation au travers de ses cinq sens. Cela impose de créer une expérience qui permet une interaction, mais également une exploration et une découverte physique. Il est important que l'expérience permette une transformation. Les éléments psychologiques permettent au consommateur de s'approprier l'expérience et de lui donner un sens.
- Approche récursive : L'appropriation participe et est la résultante du processus de construction de soi. En psychosociologie, comme en marketing, l’objet approprié est défini comme un support d’expression de soi[15].